# Beatrice Ask
Pour les articles homonymes, voir Ask.
Beatrice Ask (née le 20 avril 1956 à Sveg), est une femme politique suédoise, membre du parti des Modérés. 

## Biographie
Elle est ministre des Écoles dans le gouvernement de Carl Bildt de 1991 à 1994 puis ministre de la Justice du gouvernement Reinfeldt entre 2006 et 2014.